# Janko Bobetko
Janko Bobetko (10 de enero de 1919 – 29 de abril de 2003) fue un general de Ejército croata y Jefe del Estado Mayor durante la Guerra de Independencia croata de 1992 hasta su retiro en 1995. Bobetko había sido acusado por crímenes de guerra por el Tribunal Penal Internacional para la ex Yugoslavia (TPIY), pero falleció antes de ser llevado a juicio. Fue uno de los miembros fundadores de 1.º Destacamento Partisano Sisak, grupo militar armado antifascista en Yugoslavia.
En mayo de 2013, el TPIY, en un veredicto de primera instancia contra Jadranko Prlić, encontró que Bobetko participó en la empresa criminal conjunta contra la población no-croata de Bosnia y Herzegovina.

## Biografía
Bobetko nació en el pueblo de Crnac, Sisak en el Reino de Yugoslavia. Estudió en la facultad de veterinaria en la Universidad de Zagreb, pero las autoridades croatas pronazis expulsaron a los estudiantes tras el estallido de la Segunda Guerra Mundial por sus ideas antifascistas.

### Carrera militar en Yugoslavia
Durante la guerra, los Ustashas mataron a su padre y a tres hermanos, y se unió a la unidad antifascista, el 1.º Destacamento Partisano Sisak en el bosque de Brezovica, cerca de Sisak. Bobetko combatió para los partisanos yugoslavos de 1941 a 1945.
Fue gravemente herido en Dravograd, Eslovenia, pero sobrevivió para convertirse en oficial del Ejérctito Popular Yugoslavo (JNA). En el periodo de la posguerra, se graduó de la Academia Militar del JNA y fue promovido a teniente general. Durante la Primavera croata en los años setenta, apoyó una mayor autonomía para Croacia en Yugoslavia, siendo degradado y expulsado del JNA después de la represión de Josip Broz Tito en el liderazgo croata.

### Servicio en la Croacia independiente
Tras las elecciones legislativas de Croacia en 1990, Bobetko rechazó aceptar el cargo de ministro de defensa. Estuvo implicado en la Guerra de Independencia croata, comenzando en Banovina y continuó en el Frente Sur, donde tomó el mando el 10 de abril de 1992.
El 20 de noviembre de ese mismo año, Bobetko fue nombrado el Jefe del Estado Mayor de las Fuerzas Armadas de Croacia
En 1993, durante Operación Bolsillo de Medak contra las fortalezas de la República Serbia de Krajina, que controlaba la ciudad de Gospić, acusaron a los soldados croatas de cometer crímenes de lesa humanidad y violación a las leyes de la guerra.
Bobetko tenía la condición de ser una persona plenamente discapacitada, tanto por su lesión en su pierna que sufrió durante la Segunda Guerra Mundial, y más tarde por una temprana decompensación cardíaca en 1994. Debido a eso fue hospitalizado en 1995 durante la Operación Bljesak. La extensión de su incapacidad fue un tema discutido por el Ministerio de Defensa, pero fue posteriormente restablecido por una orden judicial.
El 15 de julio de 1995, el entonces presidente Franjo Tuđman remplazó formalmente a Bobetko como Jefe del Estado Mayor por Zvonimir Červenko. Más tarde en ese mismo año, ganó un escaño en las elecciones legislativas en la lista electoral de la Unión Democrática Croata (HDZ).
En 1996, Bobetko escribió un libro titulado Todas mis batallas, con muchos mapas militares y órdenes, en el cual decía, "Mi cara esta limpia, y aquello me permito dejar una marca escrita en cualquier cosa que hice en más de cincuenta años de mi vida militar y política."
En 2000, Bobetko estaba entre los firmantes más prominentes en la Carta de los Doce Generales.
En septiembre del 2002, el Tribunal Penal Internacional para la ex Yugoslavia acusó a Bobetko como oficial al mando supremo. Bobetko se negó a aceptar la acusación y rechazó ceder ante la corte, declarando de manera indignada de que tal acusación cuestionaba la legitimidad de toda operación militar. La crisis se extendió a la opinión pública, que apoyaba a Bobetko, y el Gobierno croata no afirmaría una posición inequívoca sobre su extradición. En aquel entonces, Bobetko ya estaba gravemente enfermo.
En 2002, el Reino Unido detuvo su proceso de ratificación para el Proceso de Asociación y Estabilización de Croacia con la Unión Europea, debido a que el gobierno croata estaba manejando el caso Bobetko.
Janko Bobetko falleció en 2003, a los 84 años, antes de que se hubiera adoptado un veredicto final con respecto a su extradición. El problema de ratificación del tratado fue posteriormente rectificado en 2004.

## Honores
- Gran Orden del Rey Petar Krešimir IV